# Nedre Dickursby
Nedre Dickursby (fi. Ala-Tikkurila) är en del av stadsdelen Stapelstaden i Helsingfors stad. 
Nedre Dickursby ligger vid den livligt trafikerade Ring III vid gränsen till Vanda stad. Kervo å utgör gränsflod och på norra sidan ån ligger Dickursby (som tillhör Vanda). Området domineras av småhus men det finns även kontor och affärer vid Ring III:an. 
Nedre Dickursby hörde tidigare till stadsdelen Skomakarböle, men flyttades över till den nygrundade stadsdelen Stapelstaden då man gjorde ändringar i den administrativa indelningen i norra Helsingfors på 1980-talet.[källa behövs]
Nedre Dickursby blev känt under Världsmästerskapen i nordisk skidsport 2001 då Finlands skidlandslag lämnade efter sig en medicinväska på Shell i Nedre Dickursby. Väskan visade sig innehålla dopningspreparat. 